# Mitropacup 1939
De Mitropacup 1939 was de dertiende editie van de internationale beker.
Er namen teams deel uit Hongarije, Tsjechoslowakije, Italië, Joegoslavië en Roemenië. Door de Anschluss en de nakende Tweede Wereldoorlog namen er geen teams deel uit Oostenrijk. Aan deze editie namen slechts acht clubs deel, Hongarije, Tsjechoslowakije en Italië leverden twee clubs, Joegoslavië en Roemenië slechts een.
Normaal gezien nam de landskampioen en bekerwinnaar (of verliezend bekerfinalist) van elk land nam deel. Er werd gespeeld met een knock-outsysteem in heen- en terugwedstrijden. Bij gelijke stand na twee wedstrijden zou er een beslissende wedstrijd komen. Alle clubs startten in de kwartfinale.
Titelverdediger Slavia Praag werd in de eerste ronde uitgeschakeld. Kampioen werd Újpest FC.

## Kwartfinale
| Teams               | Teams | Teams           | Heen | Terug | Totaalscore |
| ASC Venus Boekarest | -     | AGC Bologna     | 1:0  | 0:5   | 1:5         |
| Ferencvárosi FC     | -     | AC Sparta Praag | 2:3  | 2:0   | 4:3         |
| Beogradski SK       | -     | SK Slavia Praag | 3:0  | 1:2   | 4:2         |
| Ambrosiana-Inter    | -     | Újpest FC       | 2:1  | 0:3   | 2:4         |

## Halve finale
| Teams         | Teams | Teams           | Heenwedstrijd | Terugwedstrijd | Totaalscore |
| AGC Bologna   | -     | Ferencvárosi FC | 3:1           | 1:4            | 4:5         |
| Beogradski SK | -     | Újpest FC       | 4:2           | 1:7            | 5:9         |

## Finale
| Teams     | Teams | Teams           | Heenwedstrijd | Terugwedstrijd | Totaalscore |
| Újpest FC | -     | Ferencvárosi FC | 4:1           | 2:2            | 6:3         |

1927 · 1928 · 1929 · 1930 · 1931 · 1932 · 1933 · 1934 · 1935 · 1936 · 1937 · 1938 · 1939 · 1940 · 1951 · 1955 · 1956 · 1957 · 1958 · 1959 · 1960 · 1961 · 1962 · 1963 · 1964 · 1965 · 1966 · 1967 · 1968 · 1969 · 1970 · 1971 · 1972 · 1973 · 1974 · 1975 · 1976 · 1977 · 1978 · 1980 · 1981 · 1982 · 1983 · 1984 · 1985 · 1986 · 1987 · 1988 · 1989 · 1990 · 1991 · 1992